# Carl Benjamin Schwarz
Carl Benjamin Schwarz (* 1757 in Leipzig; † 21. Oktober 1813 ebenda) war ein deutscher Zeichner, Kupferstecher und Maler.

## Leben
Carl Benjamin Schwarz lernte das Tischlerhandwerk und ging dann als Geselle nach Paris. Dort trat er in ein Regiment ein, mit dem er unter anderem auch nach Straßburg und Flandern zog. Sein Interesse galt der Architektur und der Malerei und er begann Bauwerke der besuchten Städte zu malen. 1779 kehrte er in seine Heimat zurück und begann an der Akademie in Leipzig bei Adam Friedrich Oeser zu lernen. Unterstützt wurde er von Breitkopf und Winckler. Er unternahm Reisen entlang der Saale und beteiligte sich an Ausstellungen. Von Winckler wurde er schließlich zum Aufseher seines angesehenen Kabinetts in Leipzig ernannt. Schwarz malte einige Prospekte. Hauptsächlich erstellte er aber malerische Kupferstiche, die er teilweise kolorierte. Es entstanden zahlreiche Ansichten von Leipzig und anderen sächsischen Städten. Auch in Berlin war er tätig und arbeitete mit dem Verlag „Jean Morino et Comp.“ zusammen. 

## Werke
- Topographie pittoresque des Ètats prussienne. Eine Serie mit Ansichten der Berliner Schlösser, Jean Morino et Comp., Berlin, 1787.
- Sammlung Romantischer Partien in den Gärten zu Monbijou, Jean Morino et Comp., Berlin, nach 1797.
- Romantische Gemälde von Leipzig. Eine Folge von vier und zwanzig Prospecten gezeichnet und gestochen von Karl Benjamin Schwarz, Karl Tauchnitz, Leipzig, 1804.

Werkbeispiele
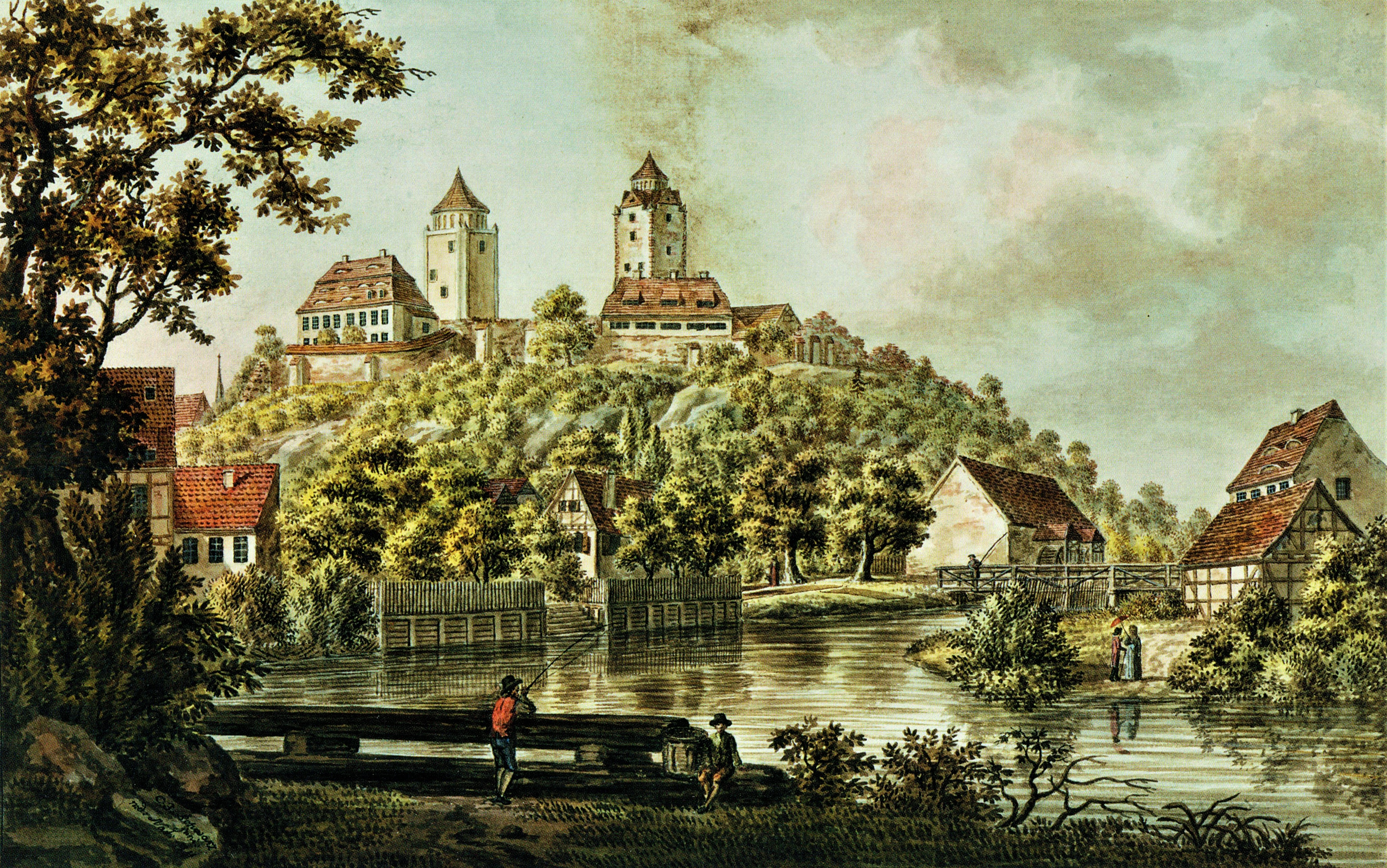
Burg Eilenburg, 1794
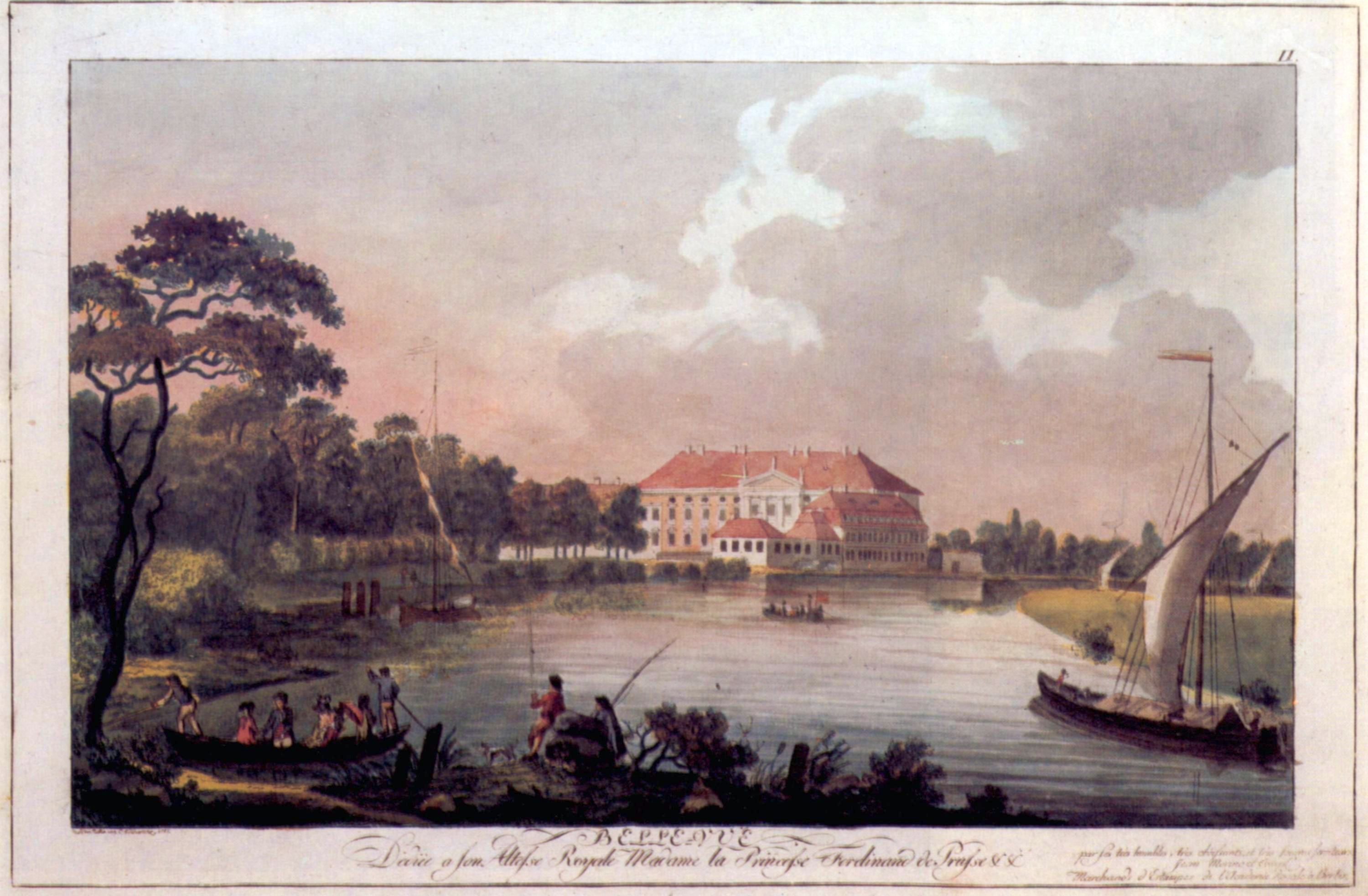
Schloss Bellevue bei Berlin, 1797
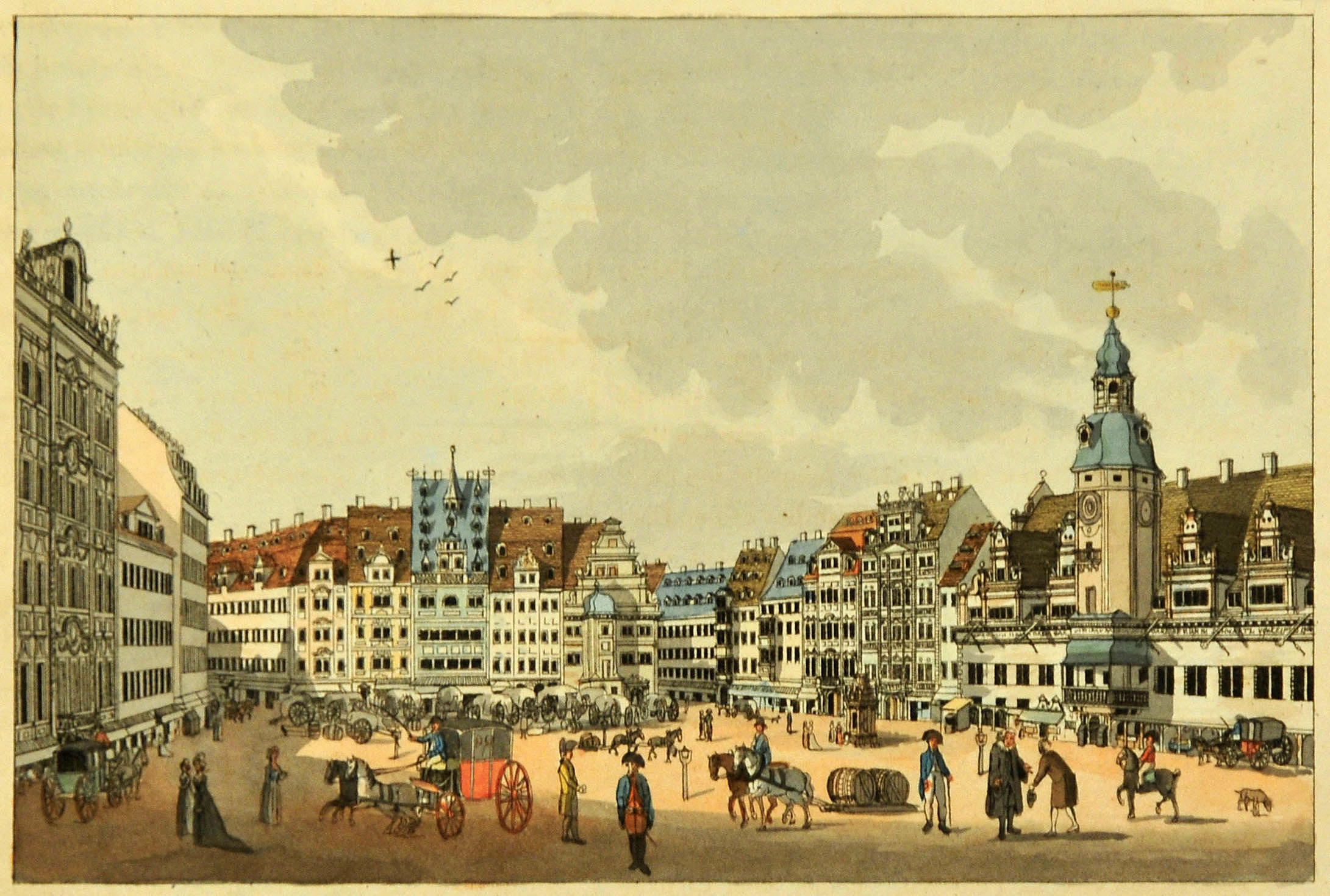
Der Markt in Leipzig aus der Petersstraße, 1804
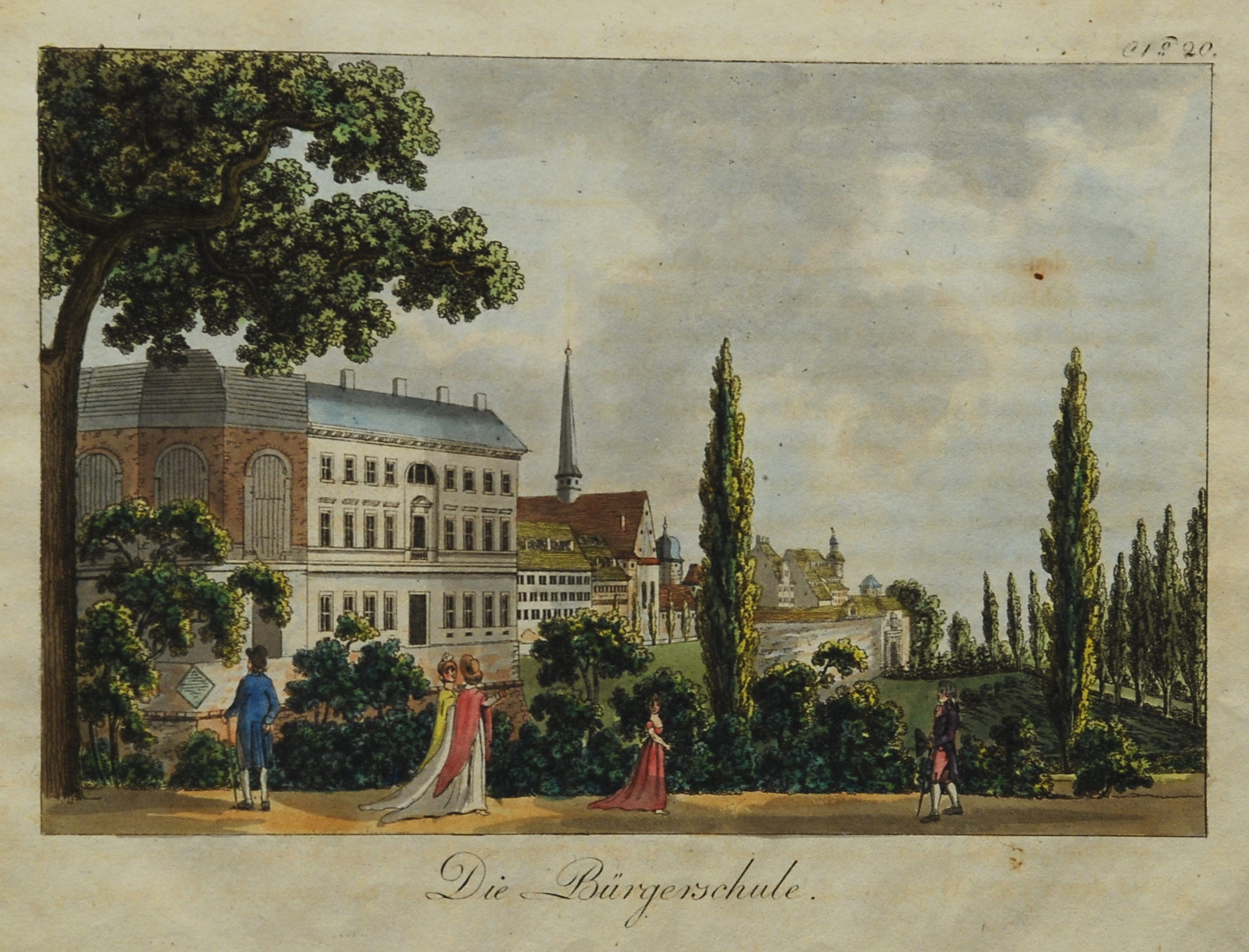
Die Bürgerschule in Leipzig, 1804
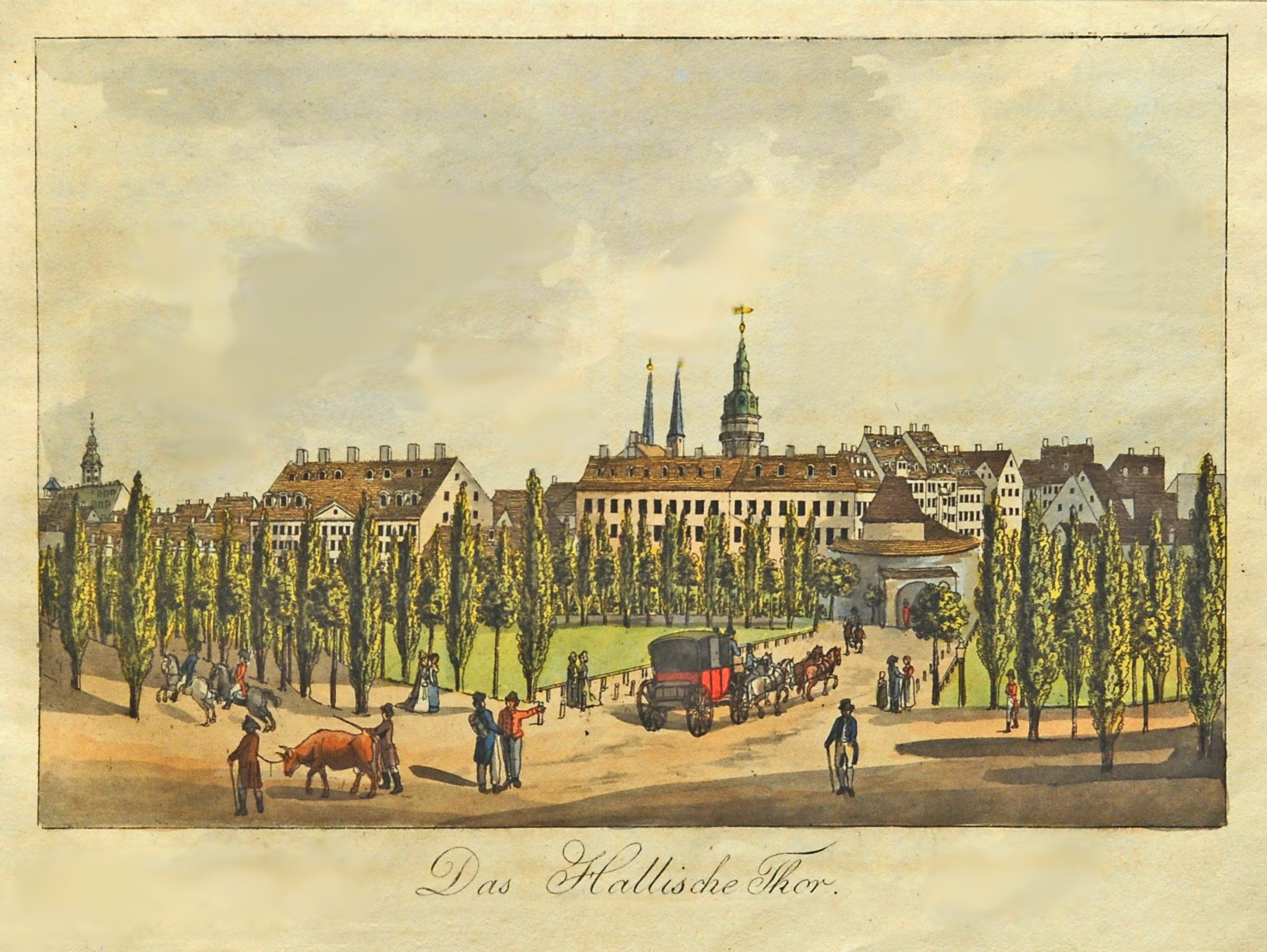
Das Hallische Tor in Leipzig, 1804